# 10
 Тази статия е за десетата година от новата ера.  За числото десет вижте 10 (число).  За други значения вижте 10 (пояснение).
10 (десета) година е обикновена година, започваща в сряда по юлианския календар.

## Събития

### В Римската империя
- Консули са Публий Корнелий Долабела и Гай Юний Силан.
- Суфектконсули стават Сервий Корнелий Лентул Малугиненсис и Квинт Юний Блез.
- 16 януари – Тиберий освещава в свое име и в това на починалия негов брат Друз възстановения от него храм на Конкордия.[1]
- Консулите изграждат Арка на Долабела и Силан.[2]
- Около тази година или в десетилетието след нея е изработена Gemma Augustea.

### В Партия
- На трона се възкачва цар Артабан II

### В Китай
- Император Уан Ман създава държавна служба, която отпуска заеми при фиксирана лихва и регулира цените на храните и тъканите, поддържайки стоков резерв, с който да се намесва на пазара. Той въвежда също данъци върху необработените земи и хората, отказващи да работят, и за пръв път в китайската история въвежда подоходен данък, чийто размер е 10%.

## Родени
- Павел, християнски апостол
- Тиберий Юлий Александър, романизиран евреин, еквически управител и военачалник († 70 г. пр.н.е.)
- Херон, древногръцки изобретател, физик и математик († 75 г. пр.н.е.)

## Починали
- Марк Антисций Лабеон, римски юрист
- Саломе I, единствената сестра на Ирод Велики (родена 65 г. пр.н.е.)
- Стратон II, последен цар на Индо-гръцкото царство